# Kecamatan Rote Barat Daya
Kecamatan Rote Barat Daya är ett distrikt i Indonesien.   Det ligger i provinsen Nusa Tenggara Timur, i den sydöstra delen av landet, 1 800 km öster om huvudstaden Jakarta. Kecamatan Rote Barat Daya ligger på ön Pulau Roti.